# جان‌آباد (فنوج)
جان‌آباد، روستایی در دهستان فنوج بخش مرکزی شهرستان فنوج در استان سیستان و بلوچستان ایران است.این روستا در جنوب شهرستان فنوج ودر دامنه تکوه میباشد دهیار این روستا آقای محمد امین بلوچی وشورای آن آقای فهد بلوچی میباشد

## جمعیت
بر پایه سرشماری عمومی نفوس و مسکن در سال ۱۳۹۵، جمعیت این روستا برابر با ۱۳۹ نفر (۳۰ خانوار) بوده‌است.روستای جان آباد از توابع بخش مرکزی شهرستان فنوج ودر 10کیلومتری از مرکز شهرستان قراردارد این روستا آنتن واینترنت تلفن همراه ندارد و جاده دسترسی آن خاکی می‌باشد